# Сабирабадский район
Сабираба́дский райо́н (азерб. Sabirabad rayonu) — район на юге Азербайджана. Административный центр — город Сабирабад.
Площадь территории района составляет 1,47 тысячи квадратных километров.

## История
С 1921 по 1929 год данная территория носила название "округ «Петропавловка» в составе Сальянского уезда. С 1929 по 1930 год округ «Петропавловка» находился в составе Муганского магала. 8 августа 1930 года округ преобразован в самостоятельный район.
7 октября 1931 года название района вновь было изменено. Ему было присвоено имя азербайджанского поэта Мирза Алекпер Сабира.

## География
Район расположен на севере муганской равнины, в месте соединения рек Кура и Аракс. Район граничит с Кюрдамирским районом на севере протяжённостью 30 км, на северо-западе — с Шемахинским районом протяжённостью 5 км, на западе — с городом Ширван протяжённостью 24 км, на юго-западе с Сальянским районом протяжённостью 48 км, на западе с Билясуварским районом протяжённостью 18 км, на востоке с Саатлинским районом протяжённостью 136 км и Имишлинским районом протяжённостью 8 км.
С севера на юг протяжённость составляет 66 км, с востока на запад — 24 км. Часть территории района расположена на правом берегу реки Кура на ширванской равнины.
На территории района преобладает степной климат. Ежегодное количество осадков — 340 мм.
Лесной фонд составляет 3 287 гектар. Произрастают тополь, ива, шелковица.

## Политическое устройство
Главой Сабирабадского района является Глава исполнительной власти.
Главы исполнительной власти:
- Агаев, Абульфаз Юсиф оглы — до 30 сентября 2004
- Мамедов, Ашраф Исрафил оглы — с 30 сентября 2004 по 9 ноября 2005
- Аббасов, Гейдар Алмас оглы — с 15 декабря 2005

## Административное устройство
Административное устройство Сабирабадского района включает в себя один город, 7 сёл, 25 административно-территориальных округов, 25 муниципалитетов.
| #  | Муниципалитеты                             | Селы                                                                       | Население (2019) | Площадь кв. Км | Количество членов Муниципалитета |
| -- | ------------------------------------------ | -------------------------------------------------------------------------- | ---------------- | -------------- | -------------------------------- |
| 1  | Сабирабадский городской муниципалитет      | г. Сабирабад                                                               | 7551             | 27,12          | 10                               |
| 2  | Азадкендский Муниципалитет                 | с. Азадкенд, с. Шигырган, c.Ханкечан, c.Поладтугай                         | 7033             | 51,13          | 10                               |
| 3  | Aхысхаский сельский муниципалитет          | с. Ахысха                                                                  | 2538             | 24,19          | 7                                |
| 4  | Галагайынский сельский муниципалитет       | c. Галагайын, с. Балакенд                                                  | 7551             | 27,12          | 10                               |
| 5  | Гарагайинский сельский муниципалитет       | с. Гаралар, с. Еседли, с. Геферли, с. Мемишлер                             | 6148             | 39,18          | 10                               |
| 6  | Гаратепенский сельский муниципалитет       | с. Гаратепе, с. Нериманкенд                                                | 6039             | 49,69          | 9                                |
| 7  | Гарагунейский сельский муниципалитет       | с. Гарагюней, с. Дадашбейли                                                | 4860             | 27,35          | 9                                |
| 8  | Гасымбейлинский сельский муниципалитет     | с. Асгарбейли, с. Гасымбейли, с. Мурадбейли, с. Юхари Ахтачи               | 5340             | 37,05          | 9                                |
| 9  | Гурузманский сельский муниципалитет        | с. Гурузма, с. Ковлар, с. Гарагашлы, с. Газли, с. Еникенд                  | 13112            | 87,77          | 13                               |
| 10 | Йолчубейлинский сельский муниципалитет     | с. Елчубейли, с. Нарлиг, с. Туркеди                                        | 8782             | 50,34          | 10                               |
| 11 | Куркендинский сельский муниципалитет       | с. Куркенди, с. Булагли, с. Суговушан, с. Ястигобу                         | 6783             | 53,12          | 8                                |
| 12 | Минбашинский сельский муниципалитет        | с. Минбаши, с. Бешдали, с. Гараагадж, с. Яха Даллак                        | 5754             | 50,86          | 11                               |
| 13 | Моранлинский сельский муниципалитет        | с. Моранли, с. Бала Хашимханлы, с. Сарханбейли                             | 7992             | 86,79          | 10                               |
| 14 | Муган-Гянджалинский сельский муниципалитет | с. Муган Гянджали, .с Джанган, с. Чичекли, с. Салманлы                     | 7276             | 87,65          | 11                               |
| 15 | Низаминский сельский муниципалитет         | с. Низами, с.Чел-Веллер, с.Хаджибебир, с.Гардашкенд, с. Несими, с.Рустамли | 6610             | 84,16          | 11                               |
| 16 | Cурранский сельский муниципалитет          | с. Сурра, с. Балвар, с. Гаралы                                             | 2802             | 34,11          | 9                                |
| 17 | Уладжалинский сельский муниципалитет       | с. Уладжалы, с. Булдуг, с. Мюрсэлли, с. Шихлар                             | 9716             | 57,76          | 11                               |
| 18 | Чол-Бешдалинский сельский муниципалитет    | с. Чол Бешдали, с. Залгарагадж                                             | 2927             | 43,35          | 8                                |
| 19 | Ших-Салахлинский сельский муниципалитет    | c. Ших Салахли, c. Османлы                                                 | 3104             | 25,55          | 6                                |
| 20 | Хешимханлинский сельский муниципалитет     | с. Хашимханлы, с. Атджалар                                                 | 4495             | 32,06          | 8                                |
| 21 | Джавадский сельский муниципалитет          | с. Джавад, с. Алиджанлы, с. Гасанлы, с. Зенгене                            | 9473             | 68,09          | 11                               |
| 22 | Гюдеджухурский сельский муниципалитет      | с. Гудейхур, с. Ахтачи Муган, с. Гаратугай                                 | 6864             | 62,51          | 11                               |
| 23 | Елилембейлинский сельский муниципалитет    | c. Алиламбейли, c. Чол Агамамедли                                          | 1600             | 26,66          | 9                                |
| 24 | Ехмедабадский сельский муниципалитет       | с. Ахмедабад                                                               | 3100             | 19.02          | 8                                |
| 25 | Шехрийарскийский сельский муниципалитет    | с. Шахрияр, с. Юхан Ахтачи, с. Халфали                                     | 6010             | 54,69          | 11                               |
|    | Всего                                      |                                                                            | 176685           | 1192,66        | 245                              |

## Население

### Население Сабирабадского района (2009)
| Азербайджанцы         | 148571 |
| Турки                 | 3042   |
| Русские               | 81     |
| Лезгины               | 3      |
| Талыши                | 2      |
| Украинцы              | 2      |
| Курды                 | 2      |
| Грузины               | 1      |
| Другие национальности | 9      |

### Население Сабирабадского района (1970)[7]
| Все                 | Азербайджанцы  | Таты        | лезгины   | удины       | аварцы    | грузины   | рус. укр.  | евреи         | татары     |            |
| Сабирабадский район | 85.892 (100 %) | 129 (0,2 %) | 2 (0,1 %) | 199 (0,2 %) | 1 (0,1 %) | 4 (0,1 %) | 82 (0,1 %) | 1.131 (1,3 %) | 18 (0,1 %) | 54 (0,1 %) |
| г. Сабирабад        | 13.388 (100 %) | 94 (0,7 %)  | 2 (0,1 %) | 8 (0,1 %)   | -         | -         | 63 (0,5 %) | 716 (5,3 %)   | 14 (0,1 %) | 44 (0,3 %) |
| село Калагаин       | 4.142 (100 %)  | 2 (0,1 %)   | -         | 2 (0,1 %)   | -         | -         | 2 (0,1 %)  | 12 (0,3 %)    | -          | -          |
| прочие сёла         | 68.362 (100 %) | 33 (0,1 %)  | -         | 189 (0,3 %) | 1 (0,1 %) | 4 (0,1 %) | 17 (0,1 %) | 403 (0,6 %)   | 4 (0,1 %)  | 10 (0,1 %) |

На 1 января 2021 года население составляет 180 300 чел.
Плотность населения составляет 123 чел. на 1км2. 17,19 % населения проживает в городе, 82,81 % — сельское.

## Экономика
Относится к Миль-Муганскому экономическому району.

## Образование
На 2020 год в районе действует 85 школ. Количество учащихся — 28 298 чел. Количество учителей — 2 803 чел. Действует государственный социально-экономический колледж.

## Здравоохранение
Действует 9 больниц, 38 поликлиник. Действует Сабирабадская районная больница на 246 коек. При больнице действует станция скорой помощи. Персонал больницы составляет 928 чел.

## Культура
Действует 57 библиотек, 2 музея.

## Достопримечательности
До XVII века на территории деревни Зенгене сохранялся город-крепость под названием Ултан (IV век до нашей эры).
Одним из древних памятников истории на территории Сабирабадского района является гробница Баба Самида (деревня Шыхлар, XVI век).
До наших дней сохранились Мечеть Галагайын (1657), Старая баня (1900), Шемахинская мечеть (1903).

## Спорт
С 1994 года функционирует Управление спорта и молодёжи. В связи с развитием спорта по инициативе президента Ильхама Алиева в 2008 году был введен в эксплуатацию Сабирабадский олимпийский спортивный комплекс. В Сабирабадском олимпийском спортивном комплексе действуют секции вольной борьбы, бокса, мини-футбола, каратэ, настольного тенниса, плавания, легкой атлетики.
Футбол
В районе построено футбольное поле с искусственным покрытием. Началось строительство второго крытого поля. Действуют секции детского футбола в трех возрастных группах. Сборная области по мини-футболу играет в национальном первенстве.
Борьба
Около 500 подростков и молодых людей занимаются вольной борьбой. Примерами таких борцов являются чемпионы страны Махир Алиев, Сейфулла Мехтиев, Вугар Каримов, Шахин Аббасов. Секции действуют на территории Сабирабад ОИК, УГИМ «Махсул» ККИЦ, УГИМ районного отдела образования.
Бокс
Около 50 подростков и молодых людей занимаются этим видом спорта.
Каратэ
Каратисты Сабирабада принимали участие в республиканских чемпионатах и побеждали в различных соревнованиях.
Легкая атлетика
Легкая атлетика более распространена в средних школах области. Чемпионом республики в этом виде спорта является Руфар Мехтиев.

## Известные уроженцы
- Иманов, Лютфияр Муслим оглы (1928—2008) — Оперный певец, народный артист СССР (1977).
- Ханкишиев, Бейбала Асланович (1939—2015) — Доктор философии по экономическим наукам, профессор Азербайджанского Государственного Экономического Университета в области финансов, заслуженный экономист Азербайджанской Республики.
- Замина Сардар кызы Асланова (1940) — Советская азербайджанская хлопковод, Герой Социалистического Труда (1980).
- Червон Азаева (1928—2006) — Советский азербайджанский хлопковод, Герой Социалистического Труда (1948).
- Панах Гусейн (1957) — Азербайджанский государственный и политический деятель, государственный секретарь и премьер-министр Азербайджана в 1992—1993 годах.
- Фатьма Гусейнова (1939) — Советский азербайджанский хлопковод, Герой Социалистического Труда (1981).
- Мурад Мирзаев (1976—2016) — Азербайджанский военнослужащий, полковник-лейтенант,ВС Азербайджана, участник боевых действий в Нагорном Карабахе в начале апреля 2016 года, Национальный герой Азербайджана.
- Гюльабба Халилов (1910—1982) — Советский азербайджанский хлопковод, Герой Социалистического Труда (1982).
- Зульфугар Мусаев (1932—2005) — Председатель Государственного комитета гидрометеорологии Азербайджанской Республики, депутат Верховного Совета АР.
- Эльвин Алиев (1984) — Азербайджанский футболист.

## Галерея
- Река Кура. Деревья из Тугайного леса.
- Магистральные дороги.